# شيفروليه أبلاندر
شيفروليه أبلاندر (بالإنجليزية: Chevrolet Uplander)‏هي سيارة ميني فان يتم إنتاجها من قبل شركة جنرال موتورز .

## معرض صور

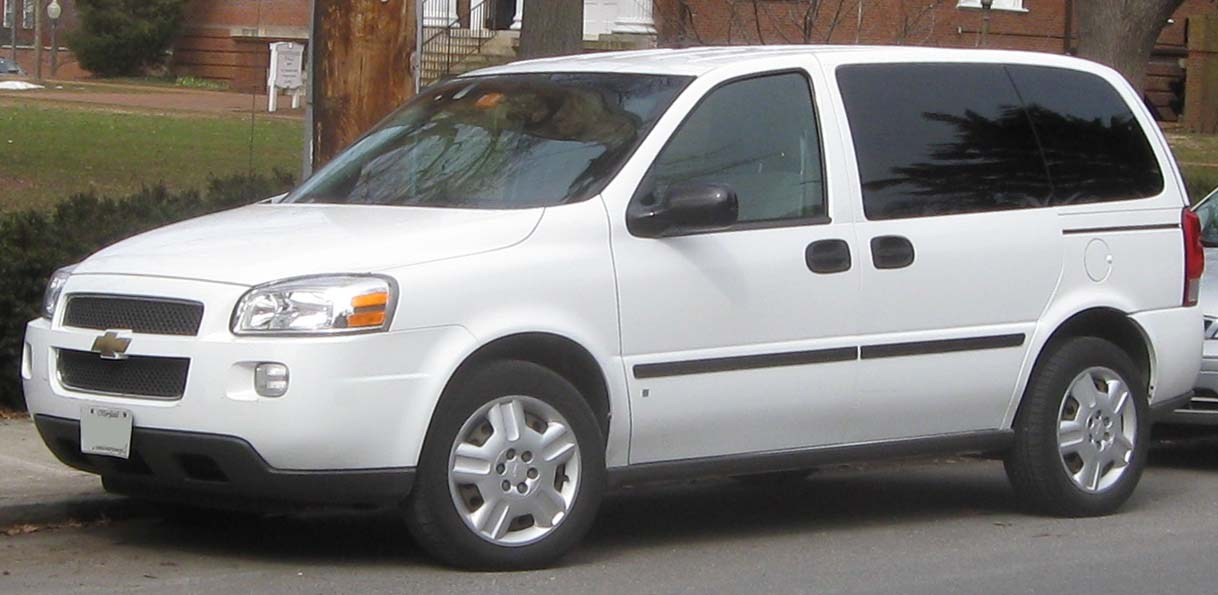
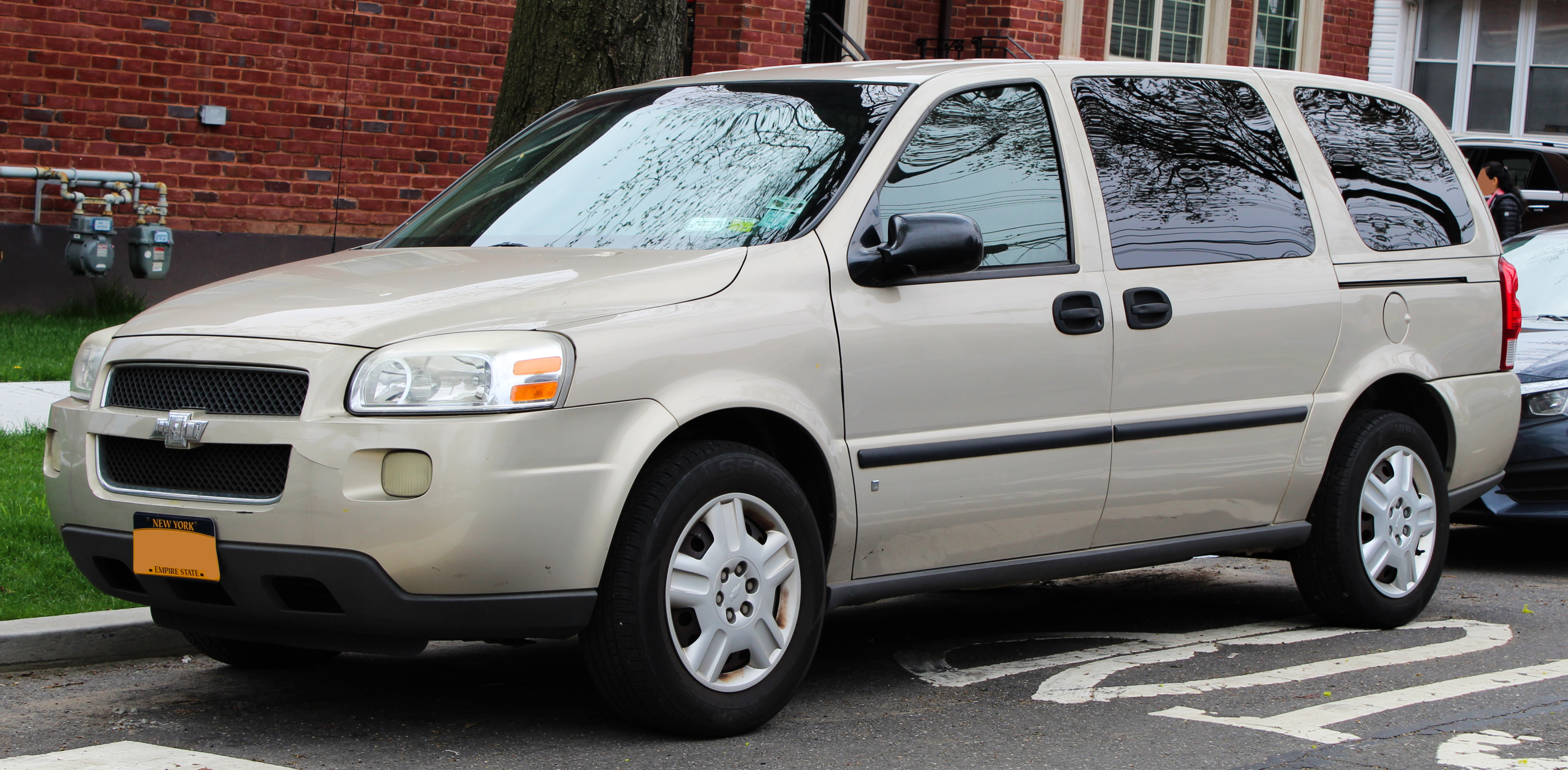
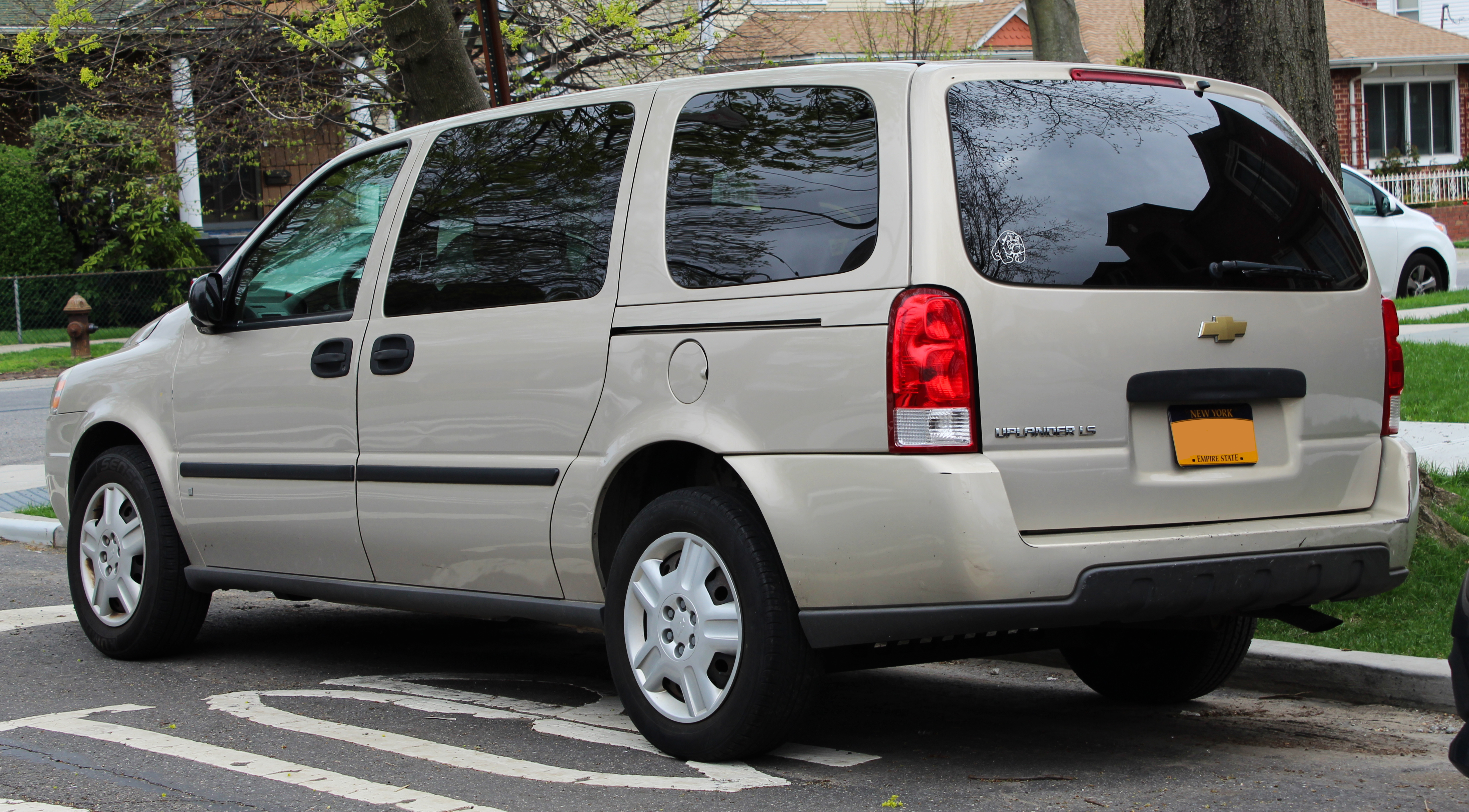